# Paracles reversa
Paracles reversa är en fjärilsart som beskrevs av Jones 1908. Paracles reversa ingår i släktet Paracles och familjen björnspinnare. Inga underarter finns listade i Catalogue of Life.